# يان ريتشاردسون (ممثل)
يان ريتشاردسون (بالإنجليزية: Ian Richardson)‏ (و. 1934 – 2007 م) هو ممثل مسرحي، وممثل أفلام، وممثل تلفزي بريطاني، ولد في إدنبرة، توفي في لندن، عن عمر يناهز 73 عاماً، بسبب نوبة قلبية.

## التعليم
تعلم في المعهد الملكي في اسكتلندا.

## الخدمة العسكرية
خدم في الجيش البريطاني.

## جوائز وترشيحات
حصل على جوائز منها:
- قائد وسام الامبراطورية البريطانية.

ترشح لـ:
- جائزة توني عن فئة أفضل ممثل في مسرحية موسيقية  [لغات أخرى]‏ (1976).

## وصلات خارجية
- يان ريتشاردسون على موقع IMDb (الإنجليزية)
- يان ريتشاردسون على موقع روتن توميتوز (الإنجليزية)
- يان ريتشاردسون على موقع ألو سيني (الفرنسية)
- يان ريتشاردسون على موقع ميوزك برينز (الإنجليزية)
- يان ريتشاردسون على موقع أول موفي (الإنجليزية)
- يان ريتشاردسون على موقع قاعدة بيانات برودواي على الإنترنت (الإنجليزية)
- يان ريتشاردسون على موقع قاعدة بيانات الأفلام السويدية (السويدية)
- يان ريتشاردسون على موقع إن إن دي بي (الإنجليزية)
- يان ريتشاردسون على موقع ديسكوغز (الإنجليزية)
- يان ريتشاردسون على موقع قاعدة بيانات الفيلم (الإنجليزية)